# Traité de Ribemont (880)
Cet article concerne le traité signé à Ribemont en 880. Pour le traité signé en 1179, voir traité de Ribemont (1179).
Le traité de Ribemont est un traité signé à Ribemont (Francie occidentale), en février 880 entre Louis III le Jeune, roi de Germanie, et ses cousins, les frères carolingiens, Louis III et Carloman II, successeurs de leur père, le roi Louis II le Bègue.
Tandis que Louis III le Jeune, roi germanique en Saxe et en Franconie s'apprête à faire la guerre à ses cousins les rois de Francie occidentale Louis III et Carloman II, Boson de Provence dont la sœur Richilde d'Ardennes a été la seconde épouse du roi Charles II le Chauve, est proclamé roi de Bourgogne en octobre 879. De plus, les Vikings ayant repris leurs offensives, les trois souverains carolingiens décident de mettre de côté leurs différends et de faire front commun devant ces menaces.
Ils se rencontrent à Ribemont. En échange de la neutralité de Louis le Jeune, les rois de France lui concédent la partie de la Lotharingie qu'ils possèdent depuis le traité de Meerssen et peuvent ainsi mener la lutte contre Boson.
Les nouvelles limites entre le royaume de Germanie et le royaume de France vont perdurer pendant tout le Moyen Âge.

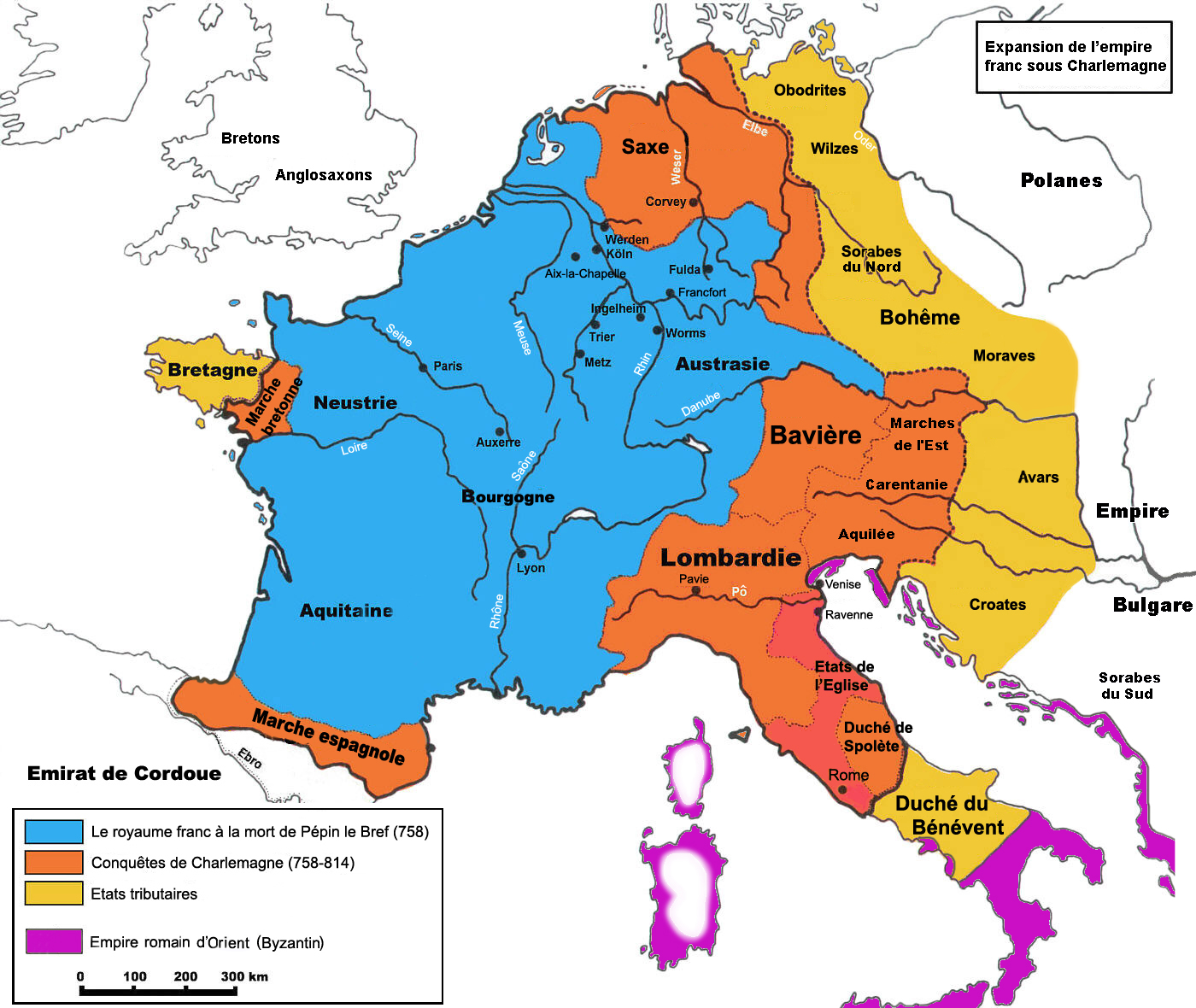
Extension de l'Empire carolingien sous Charlemagne (768-814).
Traité de Verdun (843) : l'Empire carolingien est divisé entre les trois fils de Louis le Pieux : Charles II le Chauve (Francie occidentale), Lothaire Ier (Francie médiane) et Louis II de Germanie (Francie orientale).
Traité de Prüm (855) : la Francie médiane est divisée entre les 3 fils de Lothaire Ier : Lothaire II de Lotharingie, Charles de Provence et Louis II d'Italie.
Traité de Meerssen (870) : Charles II le Chauve (Francie occidentale) et Louis II le Germanique (Francie orientale) se partagent le royaume de leur neveu Lothaire II : la Lotharingie (nord de la Francie médiane).
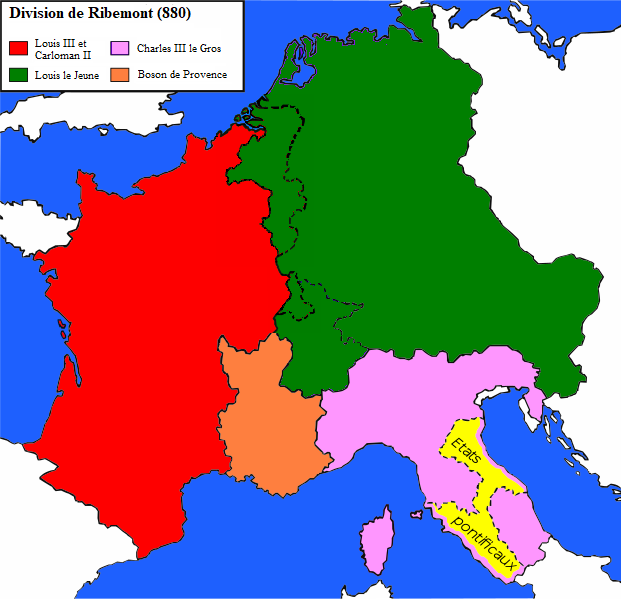
Traité de Ribemont (880) : pour lutter plus efficacement contre Boson de Provence, Louis III de France et Carloman II accordent la totalité de la Lotharingie à Louis III le Jeune contre sa neutralité dans le conflit.